# Kabinett Manmohan Singh I

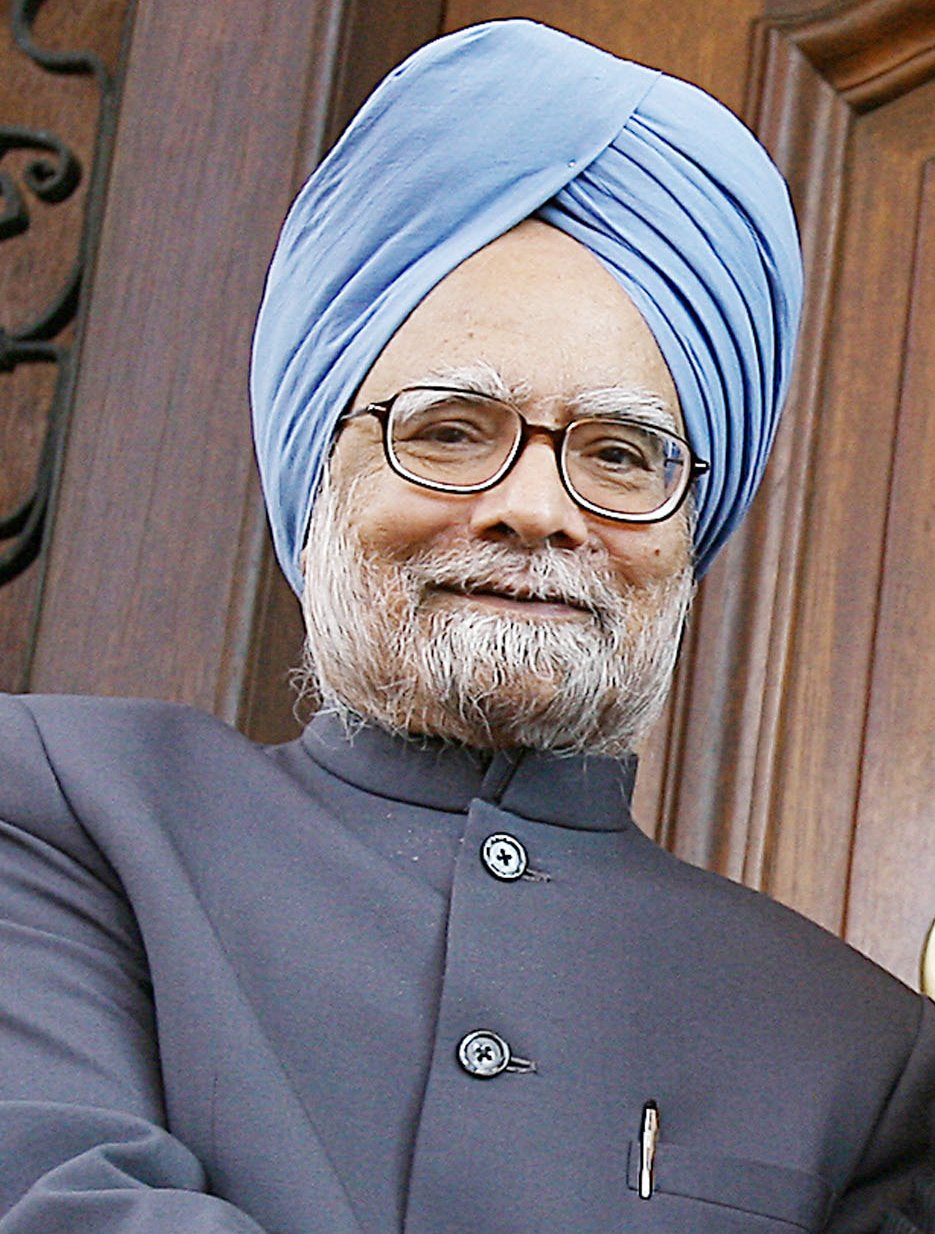
Manmohan Singh (2007)

Das Kabinett Manmohan Singh I war das erste von insgesamt zwei indischen Kabinetten unter Führung des Premierministers Manmohan Singh. Es wurde am 22. Mai 2004 durch Staatspräsident A. P. J. Abdul Kalam vereidigt, nachdem die Kongresspartei zusammen mit den mit ihr verbündeten Parteien die Parlamentswahl in Indien 2004 gewonnen hatte. Überraschenderweise hatte die Führerin der Kongresspartei Sonia Gandhi auf den Posten des Premierministers verzichtet und dafür den damals schon 71-jährigen Wirtschaftsfachmann Manmohan Singh vorgeschlagen. Singh stellte daraufhin ein Koalitionskabinett zusammen, in dem neben der Kongresspartei (INC)  Vertreter der folgenden politischen Parteien vertreten waren: Rashtriya Janata Dal (RJD), Dravida Munnetra Kazhagam (DMK), Nationalist Congress Party (NCP), Pattali Makkal Katchi (PMK), Telangana Rashtra Samithi (TRS), Lok Janshakti Party (LJP), Jharkhand Mukti Morcha (JMM) und Indian Union Muslim League (IUML).
Im Folgenden ist die Zusammensetzung des Kabinetts bei Erstvorstellung aufgelistet. Das Kabinett umfasste zusammen mit dem Premierminister 68 Personen. Darunter befanden sich 28 Kabinettsminister und 39 Staatsminister (10 davon mit eigenem Aufgabenbereich, with independent charge). Die Verteilung der 67 Ministerposten auf die Parteien war die folgende: 42 INC, 8 RJD, 7 DMK, 3 NCP, 2 PMK, 2 TRS, 1 LJP, 1 JMM 1 IUML.

## Kabinettsminister
| Ressort                                                             | Name                    | Bundesstaat       | Partei | Partei |
| ------------------------------------------------------------------- | ----------------------- | ----------------- | ------ | ------ |
| Premierminister                                                     | Manmohan Singh          | Assam             |        | INC    |
| Verteidigung                                                        | Pranab Mukherjee        | Westbengalen      |        | INC    |
| Humanressourcen (Human resource development)                        | Arjun Singh             | Madhya Pradesh    |        | INC    |
| Landwirtschaft, Ernährung und Versorgung                            | Sharad Pawar            | Maharashtra       |        | NCP    |
| Eisenbahnminister                                                   | Lalu Prasad Yadav       | Bihar             |        | RJD    |
| Inneres                                                             | Shivraj Patil           | Maharashtra       |        | INC    |
| Chemikalien und Düngemittel Stahl                                   | Ram Vilas Paswan        | Bihar             |        | LJP    |
| Stadtentwicklung, Parlamentsangelegenheiten                         | Ghulam Nabi Azad        | Jammu und Kashmir |        | INC    |
| Information und Rundfunk, Kultur                                    | Jaipal Reddy            | Andhra Pradesh    |        | INC    |
| Arbeit und Beschäftigung                                            | Sisram Ola              | Rajasthan         |        | INC    |
| Finanzen                                                            | P. Chidambaram          | Tamil Nadu        |        | INC    |
| Kleine ländliche Unternehmen (Small scale, agro & rural industries) | Mahavir Prasad          | Uttar Pradesh     |        | INC    |
| Stammesangelegenheiten (Tribal affairs)                             | P. R. Kyndiah           | Meghalaya         |        | INC    |
| Straßentransport, Schifffahrt                                       | T. R. Baalu             | Tamil Nadu        |        | DMK    |
| Textilindustrie                                                     | Shankersinh Vaghela     | Gujarat           |        | INC    |
| Außenminister                                                       | Kanwar Natwar Singh     | Rajasthan         |        | INC    |
| Handel und Industrie                                                | Kamal Nath              | Madhya Pradesh    |        | INC    |
| Justiz                                                              | Hans Raj Bhardwaj       | Madhya Pradesh    |        | INC    |
| Energie/Elektrifizierung                                            | P. M. Sayeed            | Lakshadweep       |        | INC    |
| Ländliche Entwicklung                                               | Raghuvansh Prasad Singh | Bihar             |        | RJD    |
| Wasserressourcen                                                    | Priya Ranjan Dasmunsi   | Westbengalen      |        | INC    |
| Erdöl- und Erdgasindustrie, Panchayati Raj                          | Mani Shankar Aiyar      | Tamil Nadu        |        | INC    |
| Sport und Jugend                                                    | Sunil Dutt              | Maharashtra       |        | INC    |
| Soziale Gerechtigkeit                                               | Meira Kumar             | Bihar             |        | INC    |
| Minister ohne Portfolio                                             | K. Chandrashekar Rao    | Andhra Pradesh    |        | TRS    |
| Kohle, Bergwerke und Mineral-Industrie                              | Shibu Soren             | Jharkhand         |        | JMM    |
| Umwelt und Waldwirtschaft                                           | A. Raja                 | Tamil Nadu        |        | DMK    |
| Kommunikation und Informationstechnologie                           | Dayanidhi Maran         | Tamil Nadu        |        | DMK    |
| Gesundheit und Familienwohlfahrt                                    | R. Ambumani             | Tamil Nadu        |        | PMK    |

## Staatsminister mit eigenem unabhängigem Aufgabenbereich
| Amt                                           | Name              | Bundesstaat    | Partei | Partei |
| --------------------------------------------- | ----------------- | -------------- | ------ | ------ |
| Schwerindustrie, öffentliche Unternehmen      | Santosh Mohan Deb | Assam          |        | INC    |
| Inder im Ausland (Non-resident affairs)       | Jagdish Tytler    | Delhi          |        | INC    |
| Statistik und Programmumsetzung               | Oscar Fernandes   | Karnataka      |        | INC    |
| Tourismus                                     | Renuka Chowdhury  | Andhra Pradesh |        | INC    |
| Nahrungsmittelverarbeitung                    | Subodh Kant Sahay | Jharkhand      |        | INC    |
| Wissenschaft und Technologie                  | Kapil Sibal       | Delhi          |        | INC    |
| Nicht-konventionelle Energien                 | Vilas Muttemwar   | Maharashtra    |        | INC    |
| Stadtentwicklung, Armutsbekämpfung            | Kumari Selja      | Haryana        |        | INC    |
| Zivilluftfahrt                                | Praful Patel      | Maharashtra    |        | NCP    |
| Unternehmensangelegenheiten (Company affairs) | Premchand Gupta   | Bihar          |        | RJD    |

## Staatsminister ohne eigenen unabhängigen Aufgabenbereich
Diese entsprechen vom Rang und Aufgabenbereich Staatssekretären.
| Aufgabenbereich                                  | Name                      | Bundesstaat    | Partei | Partei |
| ------------------------------------------------ | ------------------------- | -------------- | ------ | ------ |
| Auswärtiges                                      | E. Ahamed                 | Kerala         |        | IUML   |
| Parlaments- und Personalangelegenheiten          | Suresh Pachouri           | Madhya Pradesh |        | INC    |
| Verteidigung, Parlamentsangelegenheiten          | Vijay Krishna Hande       | Assam          |        | INC    |
| Gesundheit und Familienwohlfahrt                 | Panabaka Lakshmi          | Andhra Pradesh |        | INC    |
| Kohle und Bergbau                                | Dasari Narayana Rao       | Andhra Pradesh |        | INC    |
| Kommunikation und IT                             | Shakil Ahmed              | Bihar          |        | INC    |
| Äußeres                                          | Inderjit Singh            | Haryana        |        | INC    |
| Eisenbahnwesen                                   | Naranbhai Rathwa          | Gujarat        |        | INC    |
| Chemikalien und Düngemittel                      | Rahman Khan               | Karnataka      |        | INC    |
| Straßentransport                                 | K. H. Muniyappa           | Karnataka      |        | INC    |
| Planungsminister                                 | M. V. Rajasekharan        | Karnataka      |        | INC    |
| Landwirtschaft, Ernährung und Versorgung         | Kantilal Bhuria           | Madhya Pradesh |        | INC    |
| Inneres                                          | Manikrao Hodlya Gavit     | Maharashtra    |        | INC    |
| Inneres                                          | Sriprakash Jaiswal        | Uttar Pradesh  |        | INC    |
| Büros des Premierministers                       | Prithviraj Chavan         | Maharashtra    |        | INC    |
| Landwirtschaft, Ernährung und Versorgung         | Mohammed Taslimuddin      | Bihar          |        | INC    |
| Ländliche Entwicklung, Parlamentsangelegenheiten | Suryakanta Patil          | Maharashtra    |        | NCP    |
| Humanressourcen                                  | Ali Ashraf Fatami         | Bihar          |        | RJD    |
| Ländliche Entwicklung                            | A. Narendra               | Andhra Pradesh |        | TRS    |
| Eisenbahnangelegenheiten                         | R. Velu                   | Tamil Nadu     |        | PMK    |
| Finanzen                                         | S. S. Palanimanickam      | Tamil Nadu     |        | DMK    |
| Inneres                                          | S. Regupathy              | Tamil Nadu     |        | DMK    |
| Justiz                                           | K. Venkatapathy           | Tamil Nadu     |        | DMK    |
| Handel und Industrie                             | E. V. K. S. Elangovan     | Tamil Nadu     |        | INC    |
| Entwicklung von Humanressourcen                  | Kanti Singh               | Bihar          |        | RJD    |
| Umwelt und Forstwirtschaft                       | Namo Narain Meena         | Rajasthan      |        | INC    |
| Wasserressourcen                                 | Jay Prakash Narayan Yadav | Bihar          |        | RJD    |
| Landwirtschaft, Ernährung und Versorgung         | Akhilesh Prasad Singh     | Bihar          |        | RJD    |